# Josip Jakič
Jože Jakič (tudi Josip Jakič) s partizanskim imenom Dušan, slovenski general, * 5. oktober 1921, Zapotok pri Igu, † 20. januar 2014, Ljubljana.

## Življenjepis
Jože Jakič je bil pred drugo svetovno vojno delavec. Leta 1941 se je pridružil  narodnoosvobodilni vojski in partizanskim odredom ter bil 1942 sprejet v  KPJ. Bil je med organizatorji narodnoosvobodilne borbe na barjansko-krimskem območju, pozneje pa med drugim namestnik poveljnika Bračičeve in Tomšičeve ter poveljnik Šercerjeve brigade. Je nosilec partizanske spomenice.
Po vojni je leta 1947 v Sovjetski Zvezi končal pehotno častniško šolo, v Beogradu pa 1953 Višjo vojaško akademijo in 1965 Šolo ljudske obrambe. Po osvoboditvi je opravljal številne vojaške naloge, med drugim je bil poveljnik brigade, načelnik obveščevalnega oddelka 9. armade JLA in načelnik uprave radiološko, biološko kemične obrambe JLA.